# Понедельченко, Александра Егоровна
Александра Егоровна Понедельченко (15 мая 1926 года, хутор Мосыпанов, Белгородская губерния, РСФСР, СССР  – 8 апреля 2007 года, село Старая Безгинка, Новооскольский район, Белгородская область, Россия)  — колхозница, Герой Социалистического Труда (1971).

## Биография
Родилась 15 мая 1926 года в крестьянской семье на хуторе Мосыпанов, Белгородская губерния (сегодня — Новооскольский район Белгородской области). После окончания средней школы закончила в 1941 году курсы трактористов. Проработала в колхозе «Знамя коммунизма» Новооскольского района до выхода на пенсию. Во время своей трудовой деятельности в течение сорока лет работала трактористкой в родном колхозе. Добилась почётного звания «тысячница». За свой доблестный труд была удостоена в 1971 году звания Героя Социалистического Труда.
Избиралась депутатом Старобезгинского сельского, Новооскольского района и Белгородского областного советов народных депутатов. 
В 1971 году вышла на пенсию. Проживала в селе Старая Безгинка. Скончалась 8 апреля 2007 года и была похоронена на местном сельском кладбище.

## Память
В Новом Осколе на Аллее Героев установлен бюст Александры Понедельченко.

## Награды
- Герой Социалистического Труда – указом Президиума Верховного Совета СССР от 8 апреля 1971 года;
- Орден Ленина (1971);
- Медаль «За трудовую доблесть»;
- Золотая медаль ВДНХ (1971).